# Miquette et sa mère (film, 1950)
Pour les articles homonymes, voir Miquette et sa mère (homonymie).
Pour plus de détails, voir Fiche technique et Distribution.
Miquette et sa mère est un film français de Henri-Georges Clouzot, sorti en 1950 et adapté de la pièce homonyme de Robert de Flers et Gaston Arman de Caillavet.

## Synopsis
En 1898, Miquette Grandier est une jeune fille sage qui aide sa mère à exploiter un bazar-bureau de tabac à Casteldon, une petite ville de province. Elle assiste un jour à une représentation du Cid, donnée dans une salle à moitié vide, où le rôle-titre est interprété par Monchablon, un vieux cabot interprété par Louis Jouvet, et elle en sort enthousiasmée, ne rêvant plus que de théâtre.
Miquette est discrètement amoureuse du sympathique et maladroit Urbain de la Tour Mirande, qui est lui-même épris d'elle sans oser se déclarer. L'oncle d'Urbain, le marquis de la Tour Mirande, un vieux beau qui se vante d'être doué d'une nature « brillante et corrompue », est le châtelain de la ville. Considérant son neveu simplet, il a projeté sans l'en informer de le marier avec une riche héritière plutôt disgracieuse.
Peu avant le jour des fiançailles, le marquis découvre l'amour de son neveu pour Miquette. Ceci risquant de faire échouer son projet de mariage, il décide de s'y opposer ; il se rend alors chez Miquette qu'il trouve seule et se convainc rapidement de sa candeur. Pour détruire son amour pour Urbain, il lui fait croire que ce dernier lui avait caché son futur mariage, puis, séduit par Miquette, il décide d'en faire sa maîtresse. Ayant découvert la passion de la jeune fille pour le théâtre, il la convainc de s'enfuir avec lui à Paris, où il va l'aider à devenir une vedette.
Arrivés à Paris, Miquette et le marquis retrouvent Monchablon ; celui-ci les reçoit au milieu de sa troupe et promet de l'auditionner. Survient alors Mme Grandier, la mère de Miquette, partie à la recherche de sa fille. Monchablon engage Miquette, puis engage aussi sa mère qui s'est découvert elle-même le goût du théâtre. Arrive ensuite Urbain, le neveu amoureux.
Aventures, chassés-croisés, tournées théâtrales... Miquette épousera finalement Urbain tandis que le marquis découvrira qu'il n'est pas le cynique qu'il prétendait être, mais un « brave homme ». Séduit par Mme Grandier, il l'épousera.

## Fiche technique
- Titre : Miquette et sa mère
- Réalisation : Henri-Georges Clouzot, assisté de Serge Vallin et Jean-Pierre Marchand
- Adaptation et dialogues : Henri-Georges Clouzot et Jean Ferry daprès la pièce de Robert de Flers et Gaston Arman de Caillavet
- Décors et maquettes : Georges Wakhévitch, assisté René Calvierra
- Costumes : Georges Wakhévitch, assisté de Jean Zay
- Maquillage : Roger Chanteau
- Coiffures : Alex Archambault
- Photographie : Armand Thirard
- Cadrage : Louis Née
- Photographe de plateau : Lucienne Chevert
- Son : William-Robert Sivel
- Montage : Monique Kirsanoff
- Direction musicale : Albert Lasry[1]
- Production : Paul-Edmond Decharme, Raymond Borderie, Robert Dorfmann
- Sociétés de production : Alcina, Compagnie industrielle et commerciale cinématographique (CICC), Silver Films
- Sociétés de distribution : Corona
- Pays de production :  France
- Langue : français
- Format : Noir et blanc - 35 mm - 1,37:1 - son mono (Western Electric)
- Genre :  Comédie
- Durée : 98 minutes
- Date de sortie : 14 avril 1950 (France)
- Visa de censure : no 9248, délivré le 3 avril 1950

## Distribution
- Louis Jouvet : Monchablon, directeur de la troupe
- Saturnin Fabre : le marquis Aldebert de la Tour Mirande
- Bourvil : le comte Urbain de la Tour Mirande, son neveu
- Danièle Delorme : Miquette Grandier
- Mireille Perrey : Mme Grandier, sa mère
- Pauline Carton : Perrine
- Jeanne Fusier-Gir : Mademoiselle Poche, une cliente
- Madeleine Suffel : Noémie, une comédienne
- Henri Niel : Prosper Lahirel
- Jean Temerson : de Saint-Giron, un comédien
- Louis Seigner : l'évêque
- Maurice Schutz : Labrissière, un comédien
- Pierre Olaf : Le jeune premier
- Paul Barge : l'abbé
- Raymond Dandy : Panouillard, un comédien
- Jean Berton : le groom de l’hôtel
- Léon Larive : le Suisse d'église
- Léonce Corne : le militaire à la représentation du Cid
- Georges Bever : l'huissier d'église
- Philippe Nicaud : Robert de Flers
- Pierre Maréchal : Gaston-Armand de Caillavet
- André Numès Fils : Amédée, le serveur du bar
- René Lacourt : l'aveugle
- Georges Le Roy : Pierre, le majordome du marquis
- Josette Petot : Lili, une comédienne
- Geneviève Morel : Une commère
- Solange Certain : Ponette, une comédienne

et non crédités
- Charles Bayard : un curiste
- Olivier Hussenot : Frédé
- Agnès Laury : Hermance
- Franck Maurice : un consommateur au bar
- Julienne Paroli : une commère
- Denise Provence : une commère
- Renée Thorel : une commère
- Yvonne Yma : une commère
- Paule Launay
- Marie-Louise Godard
- Gabrielle Rosny
- Yvonne Dany
- Sylviane Aladin

## Production
Le film a été tourné aux studios Franstudio de Joinville du 5 septembre au 18 novembre 1949.
C'est au cours de la production du film que Clouzot fait la connaissance de Vera Gibson Amado, actrice brésilienne engagée comme assistante scripte, qu'il épouse le 15 janvier 1950, et qu'il fera tourner dans ses films suivants sous le nom de Véra Clouzot.

## Accueil
- Entrées France :  2 159 275 spectateurs (32e film de l'année)

## Citation
- Incapable de donner le nom de ses ancêtres figurant sur les portraits de famille, le marquis assène à Miquette, qui a obtenu la réponse du valet de chambre : « Mon enfant, nous autres, nous sommes l'Histoire, nous n’avons pas besoin de la connaître ».

## Autour du film
- La pièce a fait l'objet de deux autres adaptations au cinéma : 
  - Miquette et sa mère (1934) d'Henri Diamant-Berger, dans laquelle Pauline Carton jouait le rôle de Mlle Poche ;
  - Miquette (1940) de Jean Boyer.